# Iso Villasaari
Iso Villasaari  est une île du golfe de Finlande dans le quartier de Vuosaari à Helsinki en Finlande.

## Présentation
Iso Villasaari est une île abritant des villas d'été à Helsinki.
D'une superficie de 9,1 ha, elle est située entre Vuosaari et Villinki. 
Au nord de l'île se trouvent deux îles, Karhusaari et Kivisaari. 
L'île abrite une ancienne maison de pécheurs du XIXe siècle, une villa de style art nouveau conçue par le cabinet d'architectes Palmqvist & Sjöström dans les années 1910, ainsi que plusieurs bâtiments ultérieurs des années 1920 et 1930.